# توماس جيفرسون (عداء سريع)
توماس جيفرسون (بالإنجليزية: Thomas Jefferson)‏ هو عداء سريع أمريكي، ولد في 8 يونيو 1962 في كليفلاند في الولايات المتحدة.

## وصلات خارجية
- توماس جيفرسون على موقع الاتحاد الدولي لألعاب القوى (الإنجليزية)
- توماس جيفرسون على موقع اللجنة الأولمبية الدولية (الإنجليزية)
- توماس جيفرسون على موقع أوليمبيديا (الإنجليزية)